# ヴォルフガング・シュヴァルツ
ヴォルフガング・シュヴァルツ（Wolfgang Schwarz、1947年9月14日 - ）は、オーストリア出身の男性フィギュアスケート選手。1968年グルノーブルオリンピック男子シングル金メダリスト。

## 経歴
- 1964年 インスブルックオリンピックに出場し15位。
- 1968年 グルノーブルオリンピックで金メダルを獲得。
- 母国では五輪王者としてよりも同じ国のチームメイトである1966年-1968年世界王者エメリッヒ・ダンツァーに次いでいつも銀メダルの選手として知られていた。
- 引退後、2年間プロで活動した。
- 2002年 ロシア、リトアニアからの女性の人身売買に関与した件で逮捕された。
- 2006年 人身売買に関与した件、及びウィーン在住のルーマニアの実業家の娘を誘拐させた件により懲役8年の有罪判決を受けた。

## 主な戦績
| 大会/年      | 1963-64 | 1964-65 | 1965-66 | 1966-67 | 1967-68 |
| ------------ | ------- | ------- | ------- | ------- | ------- |
| オリンピック | 15      |         |         |         | 1       |
| 世界選手権   |         | 7       | 2       | 2       |         |
| 欧州選手権   | 7       | 5       | 2       | 2       | 2       |